# Minoritenkloster Cosel

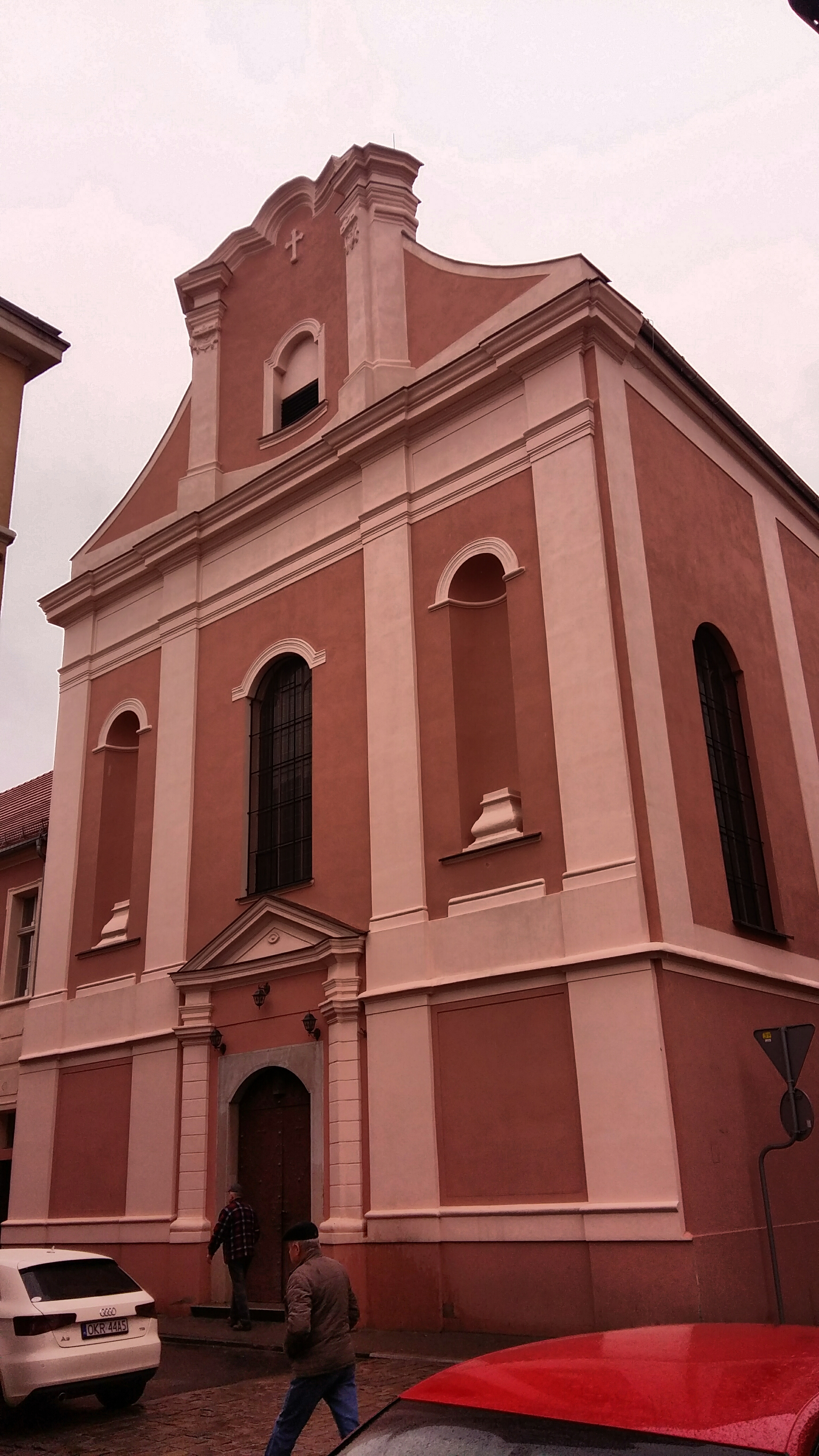
Ehemalige Klosterkirche des Minoritenklosters

Das Minoritenkloster Cosel war eine Niederlassung der Ordensgemeinschaft der Franziskaner-Minoriten in der Stadt Cosel im Herzogtum Cosel in Schlesien. Das Kloster wurde 1431 für Franziskaner gegründet, die aus Oberglogau vor den Hussiten geflohen waren. 1453 wurde das Kloster dem böhmischen Observanten-Vikariat der Franziskaner angeschlossen. Zwischen 1520 und 1530 musste es aufgegeben werden. 1629 wurde es von habsburgischen Minoriten wieder begründet. 1810 wurde das Kloster aufgehoben.

## Lage
Das ursprüngliche Kloster lag außerhalb der Stadt zwischen der Stadtmauer und der Oder. Es wurde bei der Anlage von Befestigungsanlagen in den 1620er Jahren zerstört. Das im selben Areal wieder begründete Kloster wurde beim Festungsbau 1744 niedergelegt. Ab 1744 (bis 1751) wurde das Kloster in der heutigen Straße Doktora Wojciecha Czerwinskiego neu erbaut. Der Gebäudekomplex ist vollständig erhalten. Die Klosterkirche ist heute katholische Kirche.

## Geschichte

### Gründung, Zeit bis zur Reformation
1428 nahmen die Hussiten das oberschlesische Städtchen Oberglogau ein und brannten es nieder, darunter auch das dortige Franziskanerkloster. Die Bewohner des Klosters waren rechtzeitig vor der Ankunft der Hussiten zu ihren Mitbrüdern ins Kloster Beuthen geflohen. Darunter war vermutlich auch Nikolaus von Cosel, von dem sich eine kulturgeschichtlich wertvolle Handschrift aus dieser Zeit erhalten hat. Der Provinzial Johann Kmita der böhmischen Ordensprovinz und der Oberglogauer Guardian Petrus baten die drei gemeinsam regierenden Brüder von Beuthen-Cosel, ihnen eine neue Unterkunft in ihrem Herrschaftsbereich zu schenken. Am 24. März 1431 stellten die drei herzoglichen Brüder Konrad „der alte Weiße“, Konrad „der Kanthner“ und Konrad „der Junge“ die Gründungsurkunde für das Franziskanerkloster in Cosel aus. Es sollte errichtet werden zu Ehren des Erlösers, seiner Mutter Maria, der Hl. Barbara und des Hl. Franziskus, zum Seelenheil der Herzöge und ihrer Vorfahren und zur Wohlfahrt der Bürger.
Die Franziskaner-Minoriten erhielten mit der Stiftung ein großes Areal außerhalb der Stadtmauern, zwischen der Stadtmauer und der Oder zur Anlage der Klostergebäude, der Klosterkirche und eines Friedhofs. Sie erhielten zudem noch einen Obstgarten auf der anderen Seite der Oder. Die Bürger von Cosel sollten ein oder zwei Kuratoren bestellen, die die weltlichen Geschäfte des Klosters besorgten. Die Stiftungsurkunde wurde unterschrieben von zahlreichen Zeugen, darunter allein acht Ritter aus der Gefolgschaft der Beuthen-Coseler Brüder und zahlreiche Coseler Bürger. Die kirchliche Zustimmung erteilte am 20. September 1435 der Breslauer Bischof Konrad. Das Kloster gehörte anfangs zur böhmischen Provinz des Franziskanerordens.
Am 25. August 1436 stellte Papst Eugen IV. die Bulle Sacrae religionis aus. Sie erlaubte der Bewegung der Observanten im Franziskanerorden, zwei Klöster in der böhmisch-polnischen Provinz und je drei Klöster in der Ungarn und Österreich zu gründen. 1443 geht aus einer weiteren Bulle von Papst Eugen IV. hervor, dass tatsächlich zwei Klöster in Schlesien in der Kustodie Oppeln gegründet worden waren. Nach Lucius Teichmann und ihm folgend Petr Hlaváček sollen dies die Klöster Cosel und Beuthen gewesen sein.
Das Kloster in Cosel muss sehr rasch gewachsen sein, denn schon 1448 konnte es einen Gründungskonvent nach Leobschütz (heute Głubczyce) entsenden und dort ein Kloster gründen. Schon um 1450 bildeten die drei Klöster Beuthen Cosel und Leobschütz ein eigenes Vikariat, das von einem gewählten Vikar, Nikolaus von Glatz geleitet wurde.
1452 erhielt Johannes von Kapistran vom Papst die Erlaubnis zur Gründung eines österreichisch-böhmischen Observantenvikariats (vicaria Austriae et Bohemiae), d. h. er durfte so viele Klöster in sein Vikariat aufnehmen, wie er für die Observanzbewegung gewinnen konnte. Das erste Kapitel (Jahrestagung) fand am 8. September 1452 in Wien statt. Zum Provinzvikar wurde Gabriel von Verona gewählt. Im zweiten Kapitel von Breslau 1453 wurden auf Antrag des Vikars der drei schlesischen Observantenklöster Nikolaus von Glatz die Klöster in Beuthen, Cosel und Leobschütz in das neue österreichisch-böhmische Observantenvikariat aufgenommen. Neu gegründet wurden Klöster in Breslau und Troppau. 1465 folgte ein neues Observantenkloster in (Groß-)Glogau. Das neue Observantenvikariat wuchs sehr rasch an, und 1467/1469 wurde das Vikariat in eine polnische, böhmische und österreichische Provinz geteilt. Cosel kam dabei zur böhmischen Provinz. 1471 fand in Cosel ein Provinzialkapitel der böhmischen Observantenprovinz statt; diese Provinz zählte damals 13 Häuser in Böhmen, Mähren und Schlesien. 1515 wurden die drei im mährischen Sprachraum gelegenen Franziskanerklöster Cosel, Loslau und Oberglogau vom böhmischen Observantenvikariat abgetrennt und an das österreichische Observantenvikariat angeschlossen. Nach der Teilung des Ordens 1517 bildeten die drei Klöster die Kustodie Mähren der Österreichischen Franziskanerprovinz.
1517 waren die im 15. Jahrhundert entstandenen Zweige des Franziskanerordens in zwei Orden geteilt worden, in die Franziskaner-Observanten, oder kurz Franziskaner i. e. S. (Klöster ohne Besitz) und in die Minoriten oder Konventualen (Klöster mit Besitz), wobei der Begriff Minoriten im 14. und 15. Jahrhundert auch synonym für die Mitglieder des noch ungeteilten Franziskanerordens benutzt wurde. In Böhmen, Österreich und Polen entstanden daraufhin jeweils eine Franziskaner- und eine Minoritenordensprovinz.

### Vorläufiges Ende
Mit der Reformation, die bereits früh Schlesien erreichte, nahm der Skeptizismus gegenüber den Klöstern stark zu und parallel dazu die Spendenfreudigkeit der Bevölkerung ab. Da das Kloster quasi ausschließlich von Spenden lebte, musste es zwischen 1520 und 1530 aufgegeben werden. 1532 fiel das Herzogtum Cosel zusammen mit dem Herzogtum Oppeln an die Krone Böhmens. 1526 waren die Länder der Böhmischen Krone an die österreichischen Habsburger gefallen. 1563 verpfändete Kaiser Ferdinand I. in seiner Eigenschaft als König von Böhmen die Herrschaft Cosel an Johann Freiherr von Oppersdorf.

### Erster Versuch der Wiederbelebung
Die böhmischen und die habsburgischen Ordensprovinzen der Franziskaner-Observanten und der Minoriten gingen in der Reformation fast unter. Beide Orden erholten sich aber im späteren 16. und Anfang des 17. Jahrhunderts.
1563 rief der katholische Pfandbesitzer des Herzogtums Cosel Johann Johann von Oppersdorff die Franziskaner erneut in seine Herrschaft, sie konnten das Kloster aber nicht halten bzw. auf Dauer besiedeln. 1579 war das Kloster erneut verlassen und stand leer. Außerdem verfiel auch die Klosterkirche. Der Breslauer Bischof Martin von Gerstmann regte beim Pfandherrn und den Bürgern von Cosel an, doch wenigstens diese wieder herzurichten. Sie wurde aber dem Patronat der Johanniterkommende Gröbnig unterstellt. Anfang des Dreißigjährigen Krieges wurden das Kloster und die Klosterkirche bei der Anlage von Verschanzungen niedergelegt.

### Neuanfang
Nach dem Restitutionsedikt des böhmischen Landesherrn Kaiser Ferdinand II. bemühten sich beide Orden, die Franziskaner-Observanten und die Minoriten, um die Rückgabe und Übernahme der während der Reformation aufgegebenen oder entzogenen Niederlassungen. Die österreichische Minoritenprovinz erhielt nun die Niederlassung in Cosel. Am 13. März 1629 bestätigten der Landeshauptmann und die versammelten Stände auf dem Landtag in Oppeln dem ersten Guardian des wieder begründeten Klosters in Cosel, Stanislaus Poznanski, den Stiftungsbrief von 1431. Die ersten Gebäude wurden wieder auf dem Areal des alten Klosters errichtet.

### Dreißigjähriger Krieg
Die Herrschaft Cosel war 1629 kaiserliches Kammergut geworden. Das Kloster erhielt nun von dieser Seite Lebensmittelspenden und konnte auf diese Weise den Dreißigjährigen Krieg überstehen. 1631 erhielt es von der Herrschaft Cosel jährlich ein Malter Weizen und drei Malter Roggen. 1640 wurde diese Zuwendung auf ein Malter Weizen und zwei Malter Roggen gekürzt, 1643 wurde sie gar nicht mehr geliefert, wie der Guardian klagte. Anscheinend mussten die anderen Brüder in andere Klöster ziehen, da der Guardian Dominikus Strauss zu dieser Zeit allein im Kloster ausharrte. Damit er nicht verhungerte und der Gottesdienst nicht ausfiel, erhielt er schließlich doch noch 1⁄2 Malter Weizen und 1⁄2 Malter Roggen. 1644 hatte sich die Situation nicht gebessert, aber das Kloster erhielt nun von der Herrschaft eine einmalige Zuweisung von drei Scheffeln Roggen, 1⁄2 Scheffeln Brackkarpfen und einen 1⁄2 Zuber Speisefische, da wegen des Stadtbrandes von der Bürgerschaft keine Hilfe zu erwarten sei. Das Kloster erhielt außerdem aus den königlichen Wäldern jährlich 25 Klafter (rund 84 Raummeter) Brennholz. Von der Stadt erhielten die Minoriten seit 1638 von jedem 2. Gebräu ein Fässchen Bier von 50 Quart (rd. 57 Liter).
Die Priesterbrüder halfen auch in der Seelsorge der umliegenden Gemeinden aus und konnten auf diese Weise etwas zum Unterhalt des Klosters beitragen. Cosel war im Dreißigjährigen Krieg fast entvölkert worden und erholte sich nur sehr langsam. Der Konvent blieb vermutlich auch deshalb sehr klein, weil die Stadt kein größeres Kloster unterhalten konnte. 1710 bestand der Konvent aus nur fünf Mitgliedern.

### Klosterbesitz
Das 1431 gegründete Kloster hatte keinen Besitz und existierte nur von Almosen. Das 1629 begründete Minoritenkloster durfte Eigentum besitzen, trotzdem war der Grundbesitz sehr gering. Neben dem Klosterareal mit Friedhof besaß das Kloster (um 1740):
- einen Garten mit einem Häuschen darauf
- einen Baumgarten mit 404 Obstbäumen, darunter 300 Pflaumenbäumen, rd. 11.600 m2 groß
- einen Küchengarten, ebenfalls 11.600 m2 groß
- eine Wiese, 6,35 ha
- einen Acker zu sechs Scheffel Aussaat
- einen Acker, etwas entfernt vom Kloster (wurde 1795 verkauft)
- eine Wiese auf der Flur von Rogau (wurde noch Anfang 1810 verkauft).

Die klosternahen Grundstücke gingen wie auch das Klosterareal selber durch den Bau der Festungsanlagen (ab 1744) um das Städtchen verloren. Unklar ist, ob das Kloster eine angemessene Entschädigung erhalten hatte.

### Stiftungen und Geldanlagen
Das Kloster erhielt eine ganze Reihe von Stiftungen (meist noch zu habsburgischer Zeit). Insgesamt waren es 14 Stiftungen, mit einem Stiftungskapital von insgesamt 2947 Gulden und 100 Talern. Bei den damals üblichen 6 % Zinsen erbrachte dieses Stiftungskapital jährliche Zinsen von 176,82 Gulden und 6 Talern. Weiter hatte das Kloster 16 Messstiftungen mit einem Gesamtkapital von 2650 Gulden erhalten. Mit diesen Stiftungen war die Verpflichtung verbunden, jährlich 224 hl. Messen zu halten. Sieben weitere Stiftungen mit 774 Talern waren damit verbunden, 110 Messen zu lesen. Sofern die ausgesetzten Kapitalien bedient wurden, stand das Kloster finanziell auf recht soliden Füßen.

### Ursprüngliche Klostergebäude
Die ersten Klosterbauten nach dem Neuanfang waren aus Holz errichtet worden. Von diesen Bauten hat sich nichts erhalten, da sie an gleicher Stelle durch Steinbauten ersetzt wurden. Über das Aussehen dieser Holzgebäude ist nichts überliefert. Um 1720 wurden diese ursprünglichen Holzbauten durch massive Steinbauten ersetzt. Die Baumaßnahmen waren 1731 abgeschlossen. Über die Baumaßnahmen sind Aufzeichnungen erhalten. Insgesamt wurden 539.000 Ziegel verbaut. Die Gesamtkosten beliefen sich auf 12.088 Gulden und 43 Kreuzer. Von Teichmann wurden für die Berechnung der Größe der Klostergebäude bereits preußische Maße zugrunde gelegt, was doch etwas merkwürdig ist, da der Bau noch in habsburgischer Zeit begonnen und fertig gestellt wurde.
Danach war die Kirche 25,32 m lang, 9,40 m breit und 12,52 m hoch und hatte einen „niedrigen“ Turm, wohl Dachreiter. Das Kloster bestand aus zwei Flügeln, von denen einer 36 m lang, 10,60 m breit und 12,50 m hoch war und zwei Stockwerke hatte. Das Obergeschoss hatte 12 Zellen, im Erdgeschoss waren Küche, Refektorium, Pförtnerzimmer und Werkstätten untergebracht. Der zweite Flügel war 22,5 m lang, 6,88 m breit und 9,39 m hoch. Im Obergeschoss waren weitere fünf Zellen, im Erdgeschoss eine Sakristei, eine Hauskapelle und ein Abstellraum. Beide Flügel waren unterkellert, die Kellerräume waren zwei Meter hoch und gewölbt.

### In der mährischen Ordensprovinz
1732 schuf Papst Clemens XII. eine Mährische Minoritenordensprovinz, indem er neun Konvente von der österreichischen Ordensprovinz abtrennte. Die mährische Ordensprovinz wurde in drei Kustodien mit jeweils drei Konventen unterteilt. Das Kloster Cosel bildete zusammen mit den Klöstern in Oberglogau und Loslau die Kustodie St. Ludwig.

### Unter preußischer Herrschaft
Mit dem Einmarsch von Friedrich II. in Schlesien und dem Frieden von Berlin kam Schlesien 1742 an Preußen. Friedrich II. drängte daraufhin auf die Loslösung der schlesischen Klöster sämtlicher Orden von den jeweiligen Mutterprovinzen in Österreich, Böhmen und Mähren. 1754 bildete der Ordensgeneral aus den sieben Klöstern der böhmischen Ordensprovinz und den drei Klöstern der mährischen Provinz, allesamt nun im preußischen Schlesien gelegen, eine neue schlesische Minoritenprovinz zum Hl. Nepomuk und der Hl. Hedwig. Die drei Klöster Cosel, Loslau und Oberglogau der mährischen Provinz opponierten zwar zunächst gegen diesen Beschluss, mussten ihn aber schließlich akzeptieren.
Beginnend mit 1744 wurde Cosel zur Festung Cosel ausgebaut. Die Klostergebäude lagen dabei im Areal der geplanten Festungsanlagen und wurden daher niedergelegt. Ab 1744 (bis 1751) wurde das Kloster in der heutigen Straße Doktora Wojciecha Czerwinskiego neu erbaut. Angeblich wurde dem Guardian Berthold Major eine Zusage über 2.000 Talern als Entschädigung bzw. Zuschuss zum Neubau in der Stadt gemacht. Ob die Minoriten tatsächlich eine Entschädigung erhielten, ist nicht überliefert. Der König erlaubte aber eine Kollekte im Land, um die benötigten Mittel für den Neubau zu beschaffen. Die Bauern der Umgebung mussten das gewonnene Abbruchmaterial kostenlos zur neuen Baustelle in der Stadt transportieren. Die Brüder waren während der Bauzeit in einem Flügel des Schlosses untergebracht.
Im Verlauf des Siebenjährigen Krieges besetzten österreichische Truppen mehrmals zumindest Teile von Schlesien. Mit dem Frieden von Hubertusburg von 1763 wurde der Status quo von 1742 wieder bestätigt.

### Marienverehrung
Im Coseler Minoritenkonvent wurde besonders die Gottesmutter Maria verehrt. Die nach 1744 neu erbaute Klosterkirche war Maria von den Engeln geweiht. In der so genannten Portiuncula-Kapelle der Klosterkirche befand sich ein Marienbild, das von der Bevölkerung besonders verehrt wurde. Es war 1719 von Guardian Bonifaz Felix aus der Troppauer Minoritenkirche erworben worden. Alljährlich am 16. Juli (Skapulierfest) wurde eine Prozession veranstaltet, die von Cosel auf den rund 15 km nördlich der Stadt gelegenen St. Annaberg führte.

### Niedergang und Aufhebung
In der zweiten Hälfte des 18. Jahrhunderts nahm die Zahl der Konventsmitglieder langsam ab. Während der Konvent um 1751 noch 12 Mitglieder hatte, sank die Zahl 1781 auf neun Mitglieder. Um 1800 bewohnten noch 9 Ordensbrüder das Kloster. 1810 zählte der Konvent noch vier Mitglieder: einen Guardian (Ludwig Förster), einen Geistlichen (Benno Graf) und zwei Laienbrüder (Josaphat Schmeid und Stefan Morcinkowitz).
Mit dem Säkularisationsedikt König Friedrich Wilhelms III. vom 30. Oktober 1810 wurde das Minoritenkloster Cosel vom preußischen Staat eingezogen. Der Säkularisations-Kommissar stellte fest, dass das Kloster „sehr arm“ sei. Es hatte nur wenig Bargeld und Pfandbriefe in Höhe von 400 Talern und Hypotheken in Höhe von 1323 Talern. 3400 Taler Stiftungsgelder waren als Hypotheken angelegt, waren aber durch Konkurs der Schuldner verloren. Die Klostergebäude wurden in eine Garnisonschule umgewandelt. Die Klosterkirche wurde vom Militär als Depot verwendet. 1929 kaufte die Diözese Breslau die Klosterkirche vom Staat zurück und nutzte das Gebäude wieder als Kirche.

### Guardiane und andere Klosterämter
| Amtszeit          | Guardian                                                   | Sonstige Klosterämter und Anmerkungen                                                      |
| ----------------- | ---------------------------------------------------------- | ------------------------------------------------------------------------------------------ |
| vor 1453          | Ladislaus von Ungarn                                       | wurde 1453 Guardian im Observantenkloster Krakau                                           |
| 1625, 1629        | Stanislaus Poznanski/Posnaniensis                          |                                                                                            |
| 1643              | Dominikus Strauss                                          |                                                                                            |
| 1644              | Samuel Tucholensis                                         |                                                                                            |
| 1710 bis 1711     | Erhard Oczadly                                             | Victor Larisch, Polykarp Helmud, Damasus Wurzel, Kanzelredner                              |
| 1726              | Bonifaz Felix                                              |                                                                                            |
| 1744              | Berthold Major                                             |                                                                                            |
| (1746)            | Bonaventura NN                                             |                                                                                            |
| (1747)            | Bertholdus Major                                           |                                                                                            |
| (1751) bis (1752) | Berchtoldus Major                                          |                                                                                            |
| (1754)            | Josephus Gawlowsky                                         | Bartholdus Major, Praesidens                                                               |
| (1758)            | Joannes Capistranus Gnibisch                               | er war 1752 Guardian in Oppeln, 1764 Guardian in Schweidnitz, Bartholdus Major, Praesidens |
| (1764)            | Matthias Fischer                                           | Festus Burchinie, Pater Conventus, Bruno Reisinger, Vikar (war 1769 Vikar in Loslau)       |
| (1769)            | Petrus Aulich                                              | Donulus Letzel, Prediger (1778 Guardian in Loslau), Severinus Schildner, Vikar             |
| (1778)            | Alexius Jelschtz                                           | Edmundus Gavlovsky, Vikar, Gregorius Heisler                                               |
| (1779)            | Ceslaus Paul                                               | Edmundus Garlowsky, Vikar, Wolfgang Engel, Prediger                                        |
| (1780) bis (1782) | Damasus Maywald                                            | NN Justiniany, Professor, Wolfgang Engel, Prediger 1782: Gregorius Heisler, Vikar          |
| (1789)            | Wolfgang Engel                                             | Emil Gerstenberg, Sonntagsprediger                                                         |
| 1795              | Franz Günster                                              | Emanuel Gerstenberger, Vikar                                                               |
| 1804              | Emanual Gerstenberger                                      |                                                                                            |
| 1810              | Ludwig Förster (* ca. 1754, † 25. März 1827, 73 Jahre alt) | Benno Graf, Prediger                                                                       |